# Metody badań społecznych
 Metody badań społecznych – metody badawcze stosowane w naukach społecznych, w szczególności w empirycznej socjologii, psychologii, antropologii kulturowej, pedagogice. 
Nazwy i charakter metod badawczych mogą pochodzić zarówno od szkół nauk społecznych, jak np. szkoła chicagowska, jak też wynikać z określonych hipotez i paradygmatów socjologicznych. Przykładowo w ujęciu strukturalno-funkcjonalnym, które opisuje system społeczny jako pewną całość bardziej przydatna jest metoda wywiadu przy zastosowaniu  kwestionariusza, niż obserwacja uczestnicząca, która lepiej sprawdza się, gdy badacz wychodzi z podejścia etnometodologicznego.

## Rodzaje metod badawczych
Metody badań społecznych podzielić można przede wszystkim na:
- metody jakościowe
- metody ilościowe

W ich ramach można wyróżnić bardziej szczegółowe metody i techniki badawcze:
- metoda badań dokumentów
  - metoda dokumentów osobistych
  - analiza treści
- obserwacja
- eksperyment
- socjometria
- wywiad
  - wywiad kwestionariuszowy
  - ankieta
  - wywiad swobodny
  - wywiad biograficzny